# Preservació digital de la història clínica electrònica
La preservació digital de la història clínica electrònica és una peça essencial per a la conservació d'arxius clínics, la història clínica electrònica pretén garantir als ciutadans i als professionals sanitaris l'accés a aquella informació clínica rellevant per a poder atendre un pacient des de qualsevol lloc del Sistema Nacional de Salut. La preservació digital clínica suposa uns avantatges importants davant la conservació en paper dels historials.

## Història
La preservació digital de la història clínica electrònica compren la preservació aplicable a les institucions sanitàries. La preservació digital és una peça clau a la gestió d'arxius actual.
La preservació digital són aquelles tècniques o processos necessaris per conservar en el temps les dades que conformen la història clínica electrònica, peça fonamental del sistema d'informació sanitari. Cal atendre la integritat de les dades, la seguretat i confidencialitat i assegurar la seva recuperació.
Els centres de gestió mèdica, que treballen actualment de forma global en la HCE han de plantejar-se la preservació de les dades, com qualsevol organització que treballi amb sistemes d' informació digitals. Així mateix, presenten algunes complexitats pròpies de les característiques de les dades, com és la conservació de les dades de les històries clíniques al llarg del cicle de vida d'aquests expedients, amb el consegüent risc d'obsolescència de formats.
La implementació de les tecnologies de la informació i la comunicació als Serveis de Salut de les Comunitats Autònomes ha permès als usuaris i als professionals d'aquest àmbit, l'accés a una informació de qualitat sobre la salut.
Els processos de digitalització de les històries clíniques comença a principis de l'any 2006, aquest projecte de Història Clínica en el Sistema Nacional de Salut es va crear per a donar resposta a les necessitats dels ciutadans quan aquests requereixen professionals de l'atenció sanitària en situacions de mobilitat.
Per tant, aquest procés digital ha implantat una sèrie de sistemes automatitzats de recollida i gestió de dades individuals de salut de les persones que donen suport als processos assistencials, afavorint així, un augment en els nivells de qualitat.
La història clínica electrònica pretén garantir als ciutadans i als professionals sanitaris l'accés a aquella informació clínica rellevant per a l'atenció sanitària d'un pacient des de qualsevol lloc del Sistema Nacional de Salut, assegurant a tots els ciutadans que l'accés a les seves dades queda restringit a qui està autoritzat per aquest fi. Tal com legisla la Llei Orgànica 15/1999, de 13 de desembre, de Protecció de Dades de Caràcter Personal.
La utilitat de la història clínica digital va més enllà de la finalitat assistencial i té també funcions d'investigació, docència, planificació, control de qualitat i valor legal.

## Procés de preservació
Respecte a la conservació i preservació, la normativa estableix que els centres sanitaris tenen l'obligació de conservar la documentació clínica en condicions que garanteixi el seu correcte manteniment i seguretat, encara que no necessàriament en el suport original (Llei 41/2002, de 14 de novembre i la Llei 26/2010 que modifica l'anterior). En aquest cas, ens centrarem en el format digital.
Abans de dur a terme els processos de preservació, s'han de tenir en compte:
- Les polítiques de preservació
- Les obligacions legals
- Les limitacions de l'organització
- Les limitacions tècniques
- Les necessitats dels usuaris
- Els objectius de la preservació

En els processos de preservació, amb l'objectiu de salvaguardar l'autenticitat de la informació de les històries clíniques, cal que s'utilitzin sistemes de preservació on es combina la tecnologia i procediments de gestió organitzatius.
La preservació ha d'assegurar que les històries clíniques electròniques: 
- Estiguin disponibles i es puguin cercar i localitzar de manera puntual.
- Siguin llegibles i es puguin usar.
- Estiguin protegides contra la confidencialitat.
- Estiguin disponibles per les persones autoritzades per al seu ús quan sigui necessari.
- Es faci un control de la qualitat d'accés, com per exemple, la seva disponibilitat.

Tot procés de preservació de les històries clíniques digitals, ha d'abastar totes aquestes activitats de preservació, seguiment i avaluació periòdiques. Aquestes, aglomeren aspectes positius sobre el procés de conservació com: preservar el sistema innovador de digitalització de les històries clíniques la qual cosa permetrà que tots els agents interessats en aquest procés, no només les funcionalitats essencials quedin subscrites a l'àmbit de cada Comunitat Autònoma, sinó que s'estenguin a altres territoris, entorn del nostre propi país.

## Avantatges i inconvenients de la preservació de la informació
La digitalització de la informació en general porta associats certs avantatges, per això actualment podem veure com la majoria de documents passen a ser digitals, tot i això aquests processos també tenen els seus inconvenients. A continuació, podem veure els principals avantatges i funcions i inconvenients de la història clínica electrònica.

### Funcions i avantatges
Les principals funcions de la Història Clínica Electrònica són:
- Gestió de la informació de salut
- Gestió dels resultats
- Gestió d'ordre mèdiques: peticions de laboratori, medicació, etc. Per tant, disposar d'una base de dades que permeti ser més eficient.
- Sistemes de comunicació electrònica i conductivitat: permet la comunicació entre professionals.
- Sistemes de suport al pacient: disposa d'informació per al pacient.
- Relació de processos administratius: ha d'estar lligada a processos com la programació de visites, la facturació, renovació de receptes, etc.
- Sistema d'emissió d'informes mèdics.

Alguns beneficis de la HCE són:
- La informació es presenta ordenada segons interessi a la persona que consulta (vistes) però amb una organització i uniformitat ja preestablertes.
- La informació serà llegible en tot moment
- La informació haurà de ser inalterable però quedaran registrats els canvis (versions del document) amb la data i autor de la modificació.
- Total disponibilitat de l'historial clínic i possibilitat d'accés des de qualsevol indret.
- Amb un sistema adequat d'identificació es redueix la possibilitat d'assignar informació errònia als pacients.
- La implementació i estricte control de permisos d'accés a les dades permet garantir la seva confidencialitat.
- L'ús de còpies de seguretat i la duplicitat de servidors garanteix la preservació del suport documental davant del possible risc d'accidents.
- La utilització de suports electrònics minimitzen l'espai i el personal necessaris per a la seva manipulació.

Al següent quadre, podem observar la comparació amb la història clínica en paper i la història clínica electrònica.
| Història Clínica en paper      | Història Clínica Electrònica   |
| ------------------------------ | ------------------------------ |
| Desordre                       | Ordre                          |
| Illegibilitat                  | Llegibilitat                   |
| Alterabilitat                  | Inalterabilitat                |
| Indisponible                   | Accessibilitat/ Disponibilitat |
| Error d'arxiu                  | Minimització d'errors          |
| Falta d'uniformitat            | Uniformitat                    |
| Dubtosa confidencialitat       | Control d'accessos             |
| Deteriorament del suport paper | Conservació del suport         |
| Informació fragmentada         | Informació única               |
| Necessitat d'emmagatzematge    | Suport electrònic              |
| Difícil separació de dades     | Fàcil separació de dades       |

### Inconvenients
Amb la implementació de la història clínica electrònica existeixen una sèrie de barreres com són les:
1. Financeres:[4] els costos de la inversió inicial són molt alts
2. Tècniques: per la falta d'infraestructura i habilitats per part dels usuaris.
3. Temporals: la implementació porta molt de temps, implica registrar les dades i traspàs de la informació de l'historial al suport electrònic.
4. Socials: necessitat de cooperació entre els professionals sanitaris.
5. Legals: Barreres relacionades amb la normativa de confidencialitat.

## Valor legal
La història clínica digital compleix amb els requisits necessaris perquè sigui un document legítim, confidencial i inviolable.
El procés de digitalització de les històries clíniques i la seva contínua preservació tenen una total validesa per tal d'acreditar els actes i atenció mèdica. Les històries clíniques electròniques garanteixen tant la seva autenticitat, és a dir, saber qui les origina, com la integritat del contingut de la pròpia història clínica.
Els professionals sanitaris, han de ser conscients d'examinar quins són els requisits i condicions que han de reunir els registres mèdics informàtics i en especial les històries clíniques electròniques perquè es puguin complir els objectius per la qual van ser creades.
Validesa legal de les dades: 
- Firma electrònica i firma digital ("Ley 59/2003, de 19 de diciembre, de firma electrónica")[5]

Llei de confidencialitat i protecció de les dades:
- Protecció de Dades de Caràcter Personal ("Ley Orgánica 15/1999, de 13 de diciembre, de Protección de Datos de Carácter Personal"),[3] ("Real Decreto 1720/2007, de 21 de diciembre, por el que se aprueba el Reglamento de desarrollo de la Ley Orgánica 15/1999, de 13 de diciembre, de protección de datos de carácter personal")[6] i a Catalunya ("Ley 5/2002, de 19 de abril, de la Agencia Catalana de Protección de Datos")[7]

Preservació digital de la HCE 
Normativa d'àmbit estatal:
- Ley de Autonomía del Paciente: Ley 41/2002, de 14 de noviembre, Básica reguladora de la Autonomía del Paciente y de Derechos y Obligaciones en Materia de Información y Documentación Clínica.

Normatives d'àmbit autonòmic de Catalunya:
- Ordenació saniària ("Ley 11/1995, de 29 de septiembre, de modificación parcial de la Ley 15/1990, de 9 de julio, de Ordenación Sanitaria de Cataluña")[8]
- Drets d'informació al pacient i de documentació clínica: ("Carta de derechos y deberes de los ciudadanos en relación a la salud y a la atención sanitaria"),[9] ("Decreto 175/2002, de 25 de junio, por el que se regula el Registro de voluntades anticipadas")[10] i ("Ley 16/2010, de 3 de junio, de modificación de la Ley 21/2000, de 29 de diciembre, sobre los derechos de información concerniente a la salud y la autonomía del paciente, y la documentación clínica")[11]

## Llista de referències
1. ↑  Boté Vericard, Juan-José Propuesta de un modelo de preservación digital para pequeñas y medianas instituciones sanitarias [Universitat de Barcelona], 2012.
2. ↑  Gobierno de España: Ministerio de Sanidad, Servicios Sociales e Igualdad. «Còpia arxivada». Historia Clínica Digital del SNS. Arxivat de l'original el 2014-10-22 [Consulta: 9 abril 2015].
3. 1 2   Ley Orgánica 15/1999, de 13 de diciembre, de Protección de Datos de Carácter Personal, BOE núm. 298, 14-12-1999, pàg. 43088 a 43099.
4. ↑  Poissant, L. The impact of electronic health records on time efficiency of physicians and nurses: a systematic review. (en anglès). Sep-Oct 2005, p. 12-16.
5. ↑   Ley 59/2003, de 19 de diciembre, de firma electrónica, BOE núm. 304, 20-12-2003, pàg. 45329 a 45343.
6. ↑   Real Decreto 1720/2007, de 21 de diciembre, por el que se aprueba el Reglamento de desarrollo de la Ley Orgánica 15/1999, de 13 de diciembre, de protección de datos de carácter personal, BOE núm. 17, 19-01-2008.
7. ↑   Ley 5/2002, de 19 de abril, de la Agencia Catalana de Protección de Datos., BOE núm. 115, 14-05-2002, pàg. 17379 a 17384.
8. ↑   Ley 11/1995, de 29 de septiembre, de modificación parcial de la Ley 15/1990, de 9 de julio, de Ordenación Sanitaria de Cataluña., BOE núm. 5, 05-01-1996, páginas 271 a 275.
9. ↑  CatSalut «Còpia arxivada». Carta de derechos y deberes de los ciudadanos en relación a la salud y a la atención sanitaria, 24-07-2001. Arxivat de l'original el 2015-04-13 [Consulta: 10 abril 2015].
10. ↑   «Còpia arxivada». DECRET 175/2002, de 25 de juny, pel qual es regula el Registre de voluntats anticipades, DOGC núm. 3665, 27-06-2002, pàg. 11616. Arxivat de l'original el 2015-09-24 [Consulta: 10 abril 2015].
11. ↑   Ley 16/2010, de 3 de junio, de modificación de la Ley 21/2000, de 29 de diciembre, sobre los derechos de información concerniente a la salud y la autonomía del paciente, y la documentación clínica., 28-06-2010, pàg. 56462 a 56467.